# Leptotocepheus trimucronatus
Leptotocepheus trimucronatus är en kvalsterart som beskrevs av Balogh 1961. Leptotocepheus trimucronatus ingår i släktet Leptotocepheus och familjen Tetracondylidae. Inga underarter finns listade i Catalogue of Life.